# Соосные несущие винты

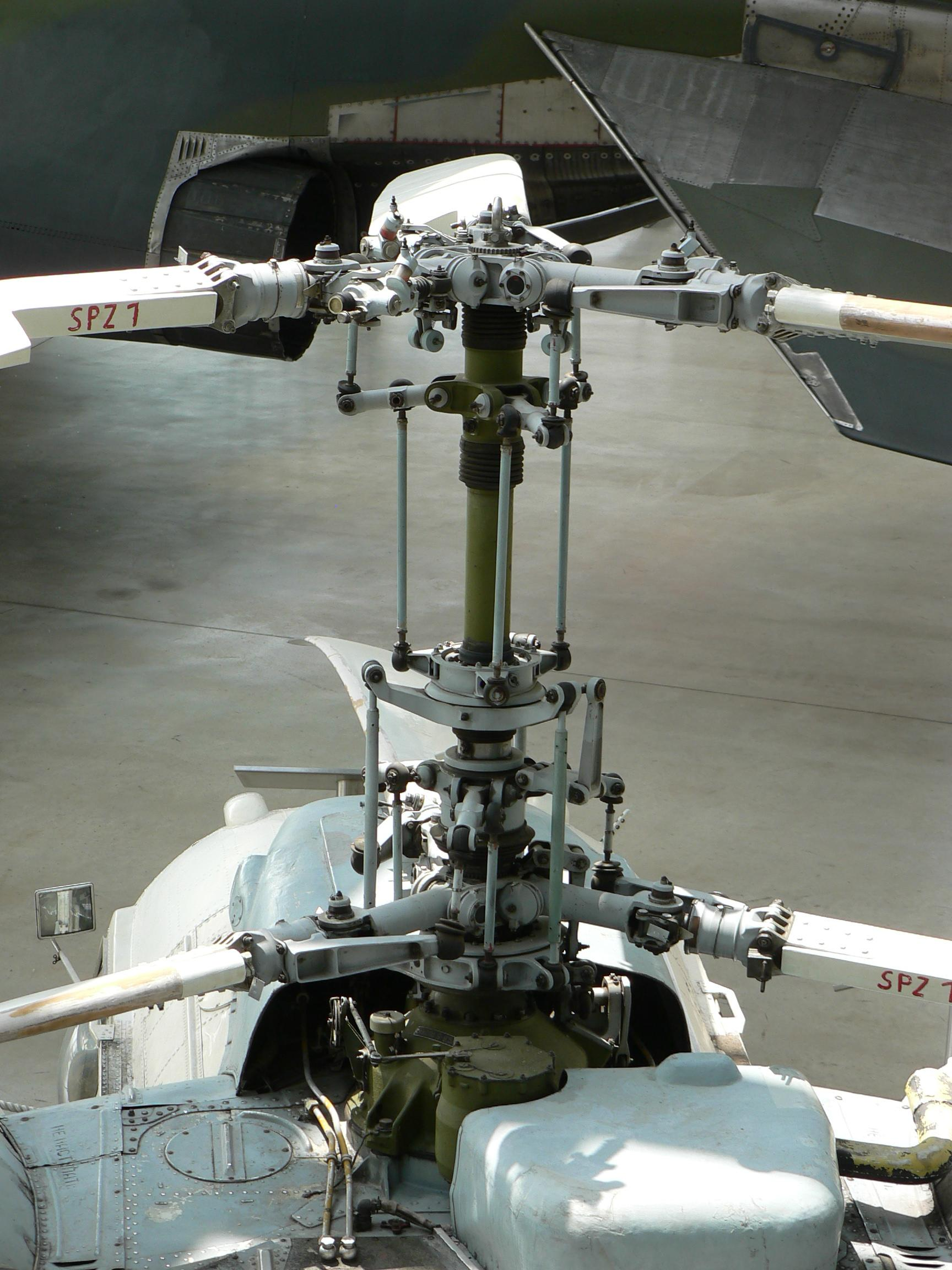
Колонка несущих винтов на Ка-26

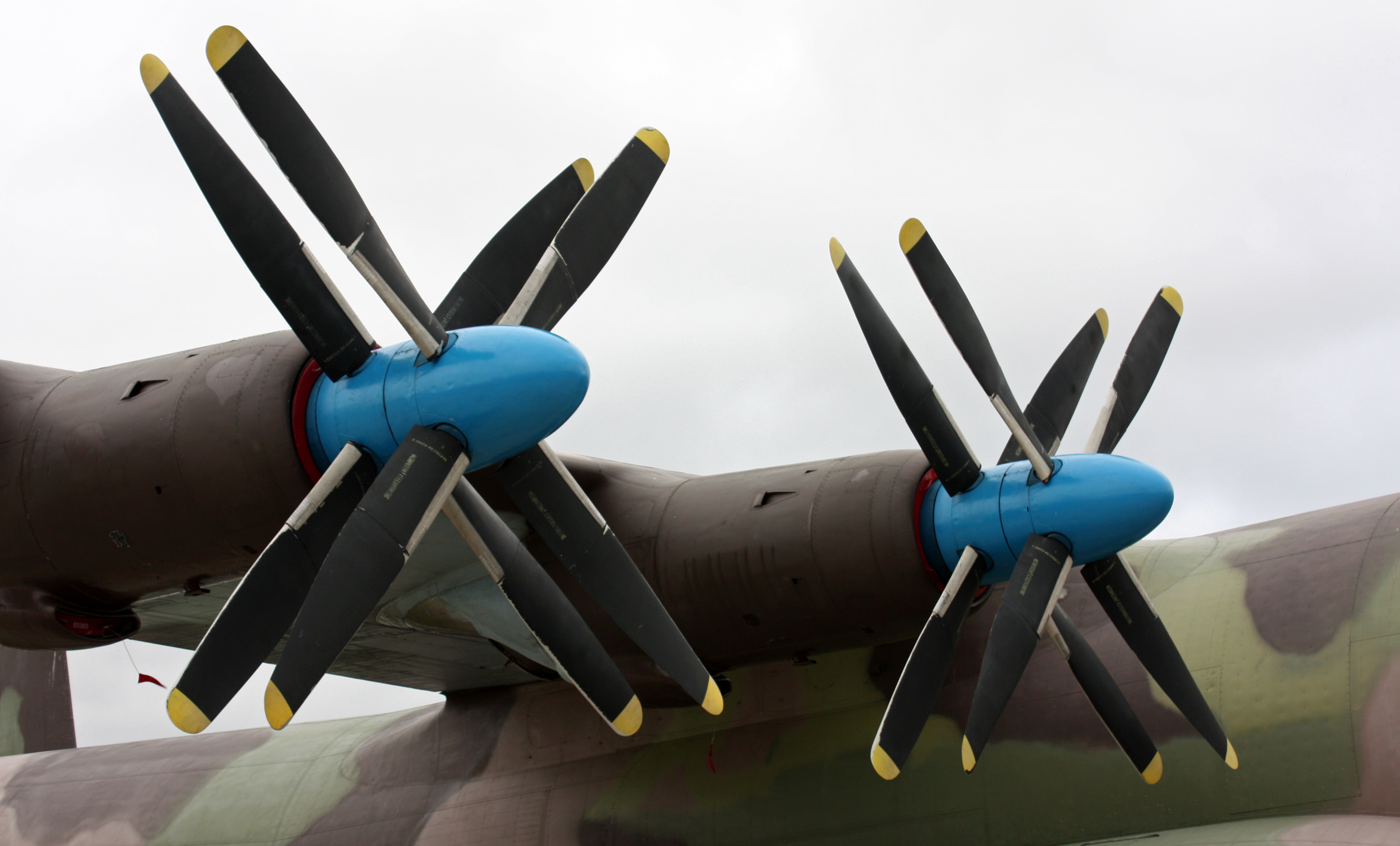
Воздушный винт АВ-90 на самолёте Ан-22

Соосная схема — схема построения вертолёта (или же авиационных винтов), при которой пара установленных параллельно винтов вращается в противоположных направлениях вокруг общей геометрической оси.
На винтокрылых аппаратах позволяет взаимно компенсировать реактивные моменты пары несущих винтов, сохранив максимально плотную компоновку приводов.
Данная конфигурация наиболее широко представлена в серийно выпускаемых вертолётах фирмы Камов.

## Описание
Соосные несущие винты позволяют получить требуемую силу тяги при относительно небольшом диаметре несущей системы (лопастях), так как хорошо используется ометаемая площадь, и нижний винт подсасывает добавочный воздух сбоку. Вертолёт с соосными несущими винтами имеет относительно малые габариты, достаточно компактен, что упрощает его обслуживание, хранение, транспортировку, расширяет область применения. Малые габариты, уменьшая разность масс, создают малые моменты инерции, поэтому у вертолёта большие угловые скорости вращения и высокая манёвренность.
Симметричная компоновка с минимальным разносом винтов упрощает пилотаж в условиях порывистого ветра, что особенно ценно при работе с кораблей или в горной местности. Отсутствие громоздкой хвостовой балки облегчает пилотирование на малых высотах, повышает безопасность полёта над пересеченной местностью, упрощает выполнение вынужденных посадок. Упрощается переход на режим самовращения несущих винтов и обучение полетам на вертолете.
Исключение потерь на привод хвостового винта дает возможность уменьшить диаметр несущих винтов, так как улучшается использование мощности двигателя. Уменьшение длины лопастей винтов приводит к уменьшению веса конструкции вертолета и увеличению коэффициента весовой отдачи (отношения полезной нагрузки к полётному весу). Принципиально на соосном вертолете можно обеспечить меньший уровень вибраций, если нагрузки от винтов противоположны по фазе. Снижению уровня вибраций также способствует меньший диаметр несущих винтов, большее число лопастей и отсутствие проходящих через весь фюзеляж силовых валов.
Однако, по сравнению с классической схемой с рулевым винтом, соосная схема гораздо сложнее в техническом и конструктивном плане. Наличие двух, проходящих один в другом, соосных валов и реализация управления циклическим шагом винтов усложняют конструкцию трансмиссии, повышают стоимость её производства и эксплуатации. Для безопасной эксплуатации соосных вертолетов следует исключить схлёстывание лопастей при любых манёврах, но большой разнос винтов дополнительно утяжеляет конструкцию и существенно увеличивает высоту вертолета, что особенно заметно при использовании винтов с шарнирным креплением лопастей.
При высоком расположении несущей системы, центра тяжести вертолёта, упругом вале винта и шарнирном креплении лопастей усложняется решение проблемы земного резонанса.
Некоторые особенности имеет и флаттер лопастей. На соосных вертолетах трудно устранить оборотные вибрации. Нижний несущий винт, работающий в потоке верхнего винта, имеет меньшую эффективность.

### Достоинства и недостатки
Достоинства соосной схемы:
- минимальные габаритные размеры, так как лопасти соосных винтов короче несущих лопастей вертолётов с рулевым винтом схожего класса. Требуется минимальная по сравнению с другими схемами взлетно-посадочная площадка;
- компактность трансмиссии. Практически вся трансмиссия расположена вдоль одного вала;
- сравнительная простота управления. Все органы управления расположены рядом с трансмиссией, причём при совершении манёвров не затрачивается дополнительная мощность от двигателей;
- лучшая устойчивость при прямолинейном движении на большой скорости вследствие уменьшения вибраций;
- меньшее число критически уязвимых узлов, таких как хвостовая балка и рулевой винт одновинтовых вертолетов;
- бо́льшая по сравнению с традиционной схемой тяговооружённость — минимум на 20 % на режиме висения. Нет потери мощности на рулевой винт, к тому же нижний винт работает не полностью в воздушном потоке верхнего винта, а подсасывает дополнительный воздух;
- аэродинамическая симметрия схемы. Аппарат соосной схемы может совершать полет в любом направлении практически с одинаковой эффективностью;
- уменьшение вибраций, чему способствуют меньшие размеры несущих винтов;
- безопасность для обслуживающего персонала. Отсутствие хвостового винта уменьшает вероятность травм.

Недостатки:
- ухудшение коэффициента полезного действия несущих винтов из-за их взаимного влияния в различных режимах полёта по сравнению с продольной и поперечной схемами;
- сравнительно большая высота вертолёта вследствие большого расстояния между винтами, это в свою очередь увеличивает аэродинамическое сопротивление, которое отрицательно сказывается на максимальной горизонтальной скорости;
- вероятность перехлеста лопастей на критических режимах полета (хотя, перехлест может наступать приблизительно в таких же режимах полёта, что и у несущего винта с хвостовой балкой классической схемы);
- несколько бо́льшая скорость планирования на режиме авторотации, то есть самовращения несущих винтов под действием набегающего воздушного потока;
- более трудное обеспечение путевой устойчивости из-за присущего схеме короткого фюзеляжа, поэтому большинство соосных вертолетов имеет развитое вертикальное оперение;
- сложность производства, ремонта и обслуживания[2]

## В вертолётостроении
Соосный несущий винт был известен задолго до идеи создания вертолёта с рулевым винтом: так, в 1754 году «отец российской науки» Михаил Ломоносов предложил использовать для подъёма метеорологического зонда механизм с соосным винтом, механизм приводился в движение с помощью заводной пружины.
- Первый патент на соосное расположение несущих винтов летательного аппарата был выдан в 1859 году англичанину Генри Брайту.
- Во Франции Потон де-Амеркур в 1860 году построил модель вертолёта соосной схемы с паровым двигателем.[3]
- Игорь Сикорский делал свои первые шаги в вертолетостроении в 1900 году именно с прототипов беспилотных вертолётов с соосным винтом.[4]
- В 1914 году датчанин Якоб Эллехаммер спроектировал свой соосный вертолет.
- В Австрии Стефан Петроци построил несколько соосных беспилотных вертолётов с электромоторами в течение 1917—1920 гг.  Вертолет мог находиться только в режиме висения.
- Аргентинец Рауль Пескара построил соосный вертолёт в 1919—1920 гг.; вертолёт имел 4 винта, в противоположные стороны вращались пары винтов соединённые по типу биплана[5]. В начале 1920-х Рауль Петерас-Пескара работал над вертолетом соосной схемы, в котором впервые применил для управления вертолётом автомат перекоса.
- В 1930 году итальянец Corradino d’Ascanio построил соосный вертолет, управление на котором осуществлялось с помощью серволопастей, аналогичное решение используется на Kaman HH-43 Huskie.
- В течение 1930—1936 годов был построен первый соосный вертолёт с автоматами перекоса, он был построен французами Луи Бреге и Рене Дораном. Первым полностью управляемым стал вертолет Лабораторный гироплан[англ.], построенный Луи Шарлем Бреге и Рене Дораном в 1936 году[6][7].
- Американец Стенли Хиллер в возрасте 18 лет построил первый соосный вертолёт XH-44 с полностью металлическими сверхжёсткими стальными лопастями. Первый полёт на этом вертолёте Хиллер совершил в 1944 году. Конструкция оказалась настолько удачной, что сам Хиллер часто демонстрировал его устойчивость, отпуская рычаги управления и высовывая руки из окон.[8]
- В течение 1945-1946 гг. американская компания Bendix Helicopters[9] построила несколько прототипов (Model K, L и J)[10], которым соосная схема позволила летать без хвостовой балки и оперения.

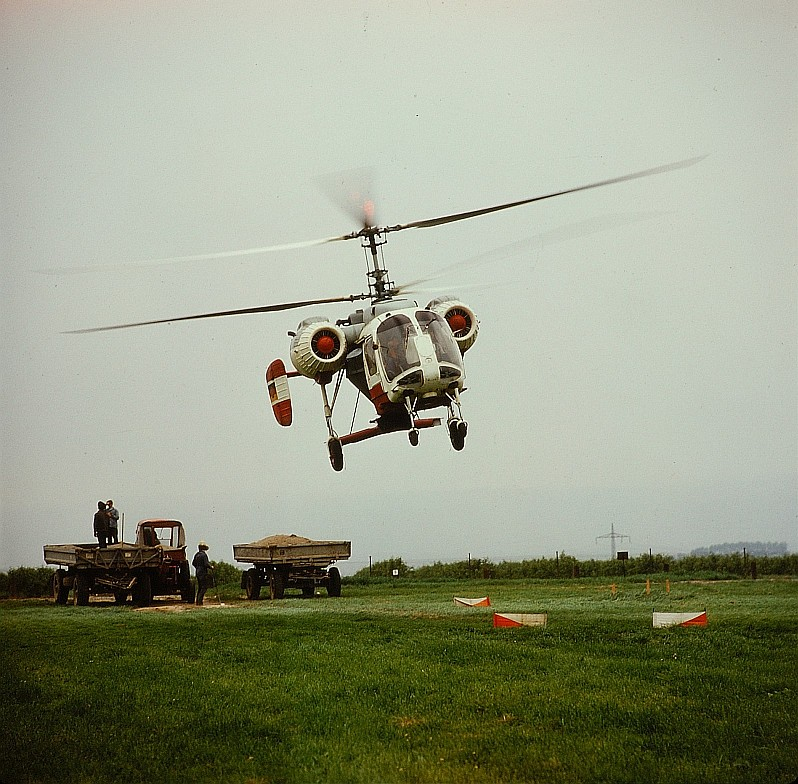
Ка-26

В Советском Союзе темой соосных вертолетов впервые занялся коллектив Яковлева в 1944 году; чуть позже, в 1945 году, за работу взялся коллектив энтузиастов под руководством Н. И. Камова (стоит отметить, что ещё в российской империи первые два прототипа вертолёта Игоря Сикорского (создателя первого успешного вертолета классической схемы V-300) были выполнены (1900) по соосной схеме).
Вертолет Яковлева «Шутка» впервые поднялся в воздух 20 декабря 1947 года, а вертолёт Камова Ка-8 — несколько ранее, 12 ноября 1947 года. Однако, именно для конструкторского бюро Камова соосная схема стала основной, по сей день вертолёты Камова — единственные в мире вертолёты с соосной схемой, выпускаемые серийно.
В Советском Союзе первый соосник построили в КБ Яковлева, назывался он «Изделие Ш» или «Шутка», первый полет состоялся в 1947 году.
- Первый вертолёт Камова Ка-8 «Иркутянин» поднялся в воздух также в 1947 году;
- Ка-10 «Иркутянин» — дальнейшее развитие Ка-8 (1949 год);
- Ка-15 — первый соосный вертолет, выпущенный большой серией (1953 год);
- Ка-18 «Малютка» (1956 год);
- Ка-27 — противолодочный вертолет (1956 год);
- Ка-25 (1961 год);
- Ка-26 (1965 год);
- Sikorsky S-69/XH-59 (1973 год);
- Ка-29 (1976 год);
- Ка-32 (1980 год);
- Ка-28 (1982 год);
- Ка-50 «Чёрная акула» (1982 год);
- Ка-126 (1988 год);
- Ка-37 (1993 год);
- Ка-32А1 (1995 год);
- Ка-52 «Аллигатор» (1997);
- Ка-226 (модернизация Ка-26; 1997);
- Ка-115 «Москвичка» (проект середины 90-х);
- Ка-137 «Пепелац» (1999);
- Беркут-ВЛ (проект 2000-х)
- Breguet Aviation: en:Breguet-Dorand Gyroplane Laboratoire — прототип соосного вертолёта, 30-е годы;
- Sikorsky X2 (первый полёт — 2008; проект закрыт в 2011);
- Sikorsky S-97 Raider (первый полёт — 2015)

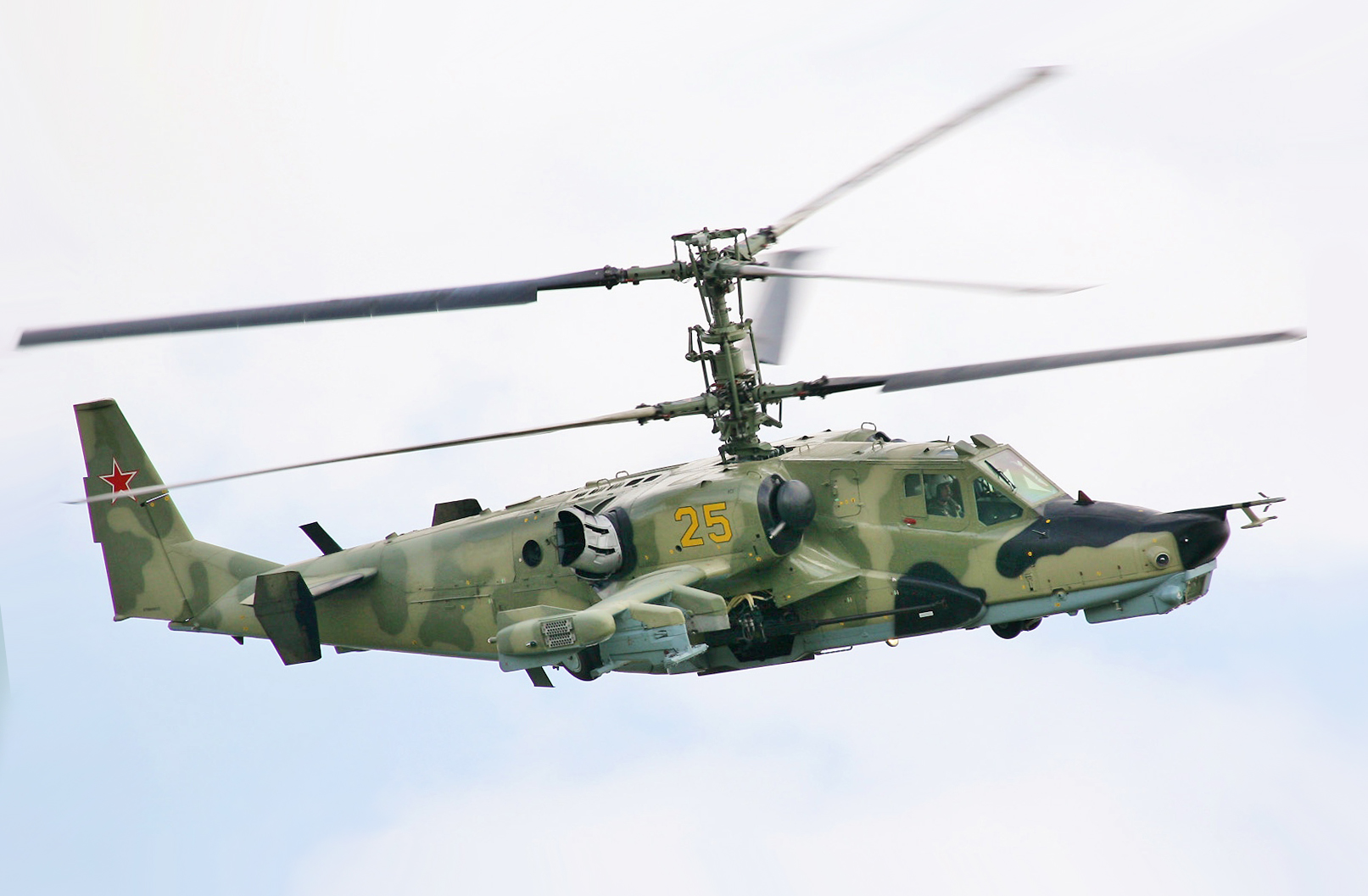
Ка-50
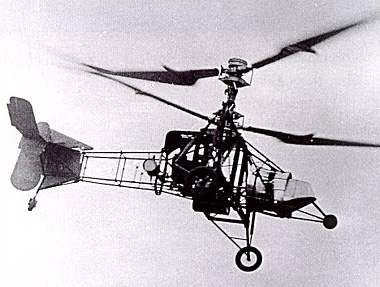
Гироплан Laboratoire
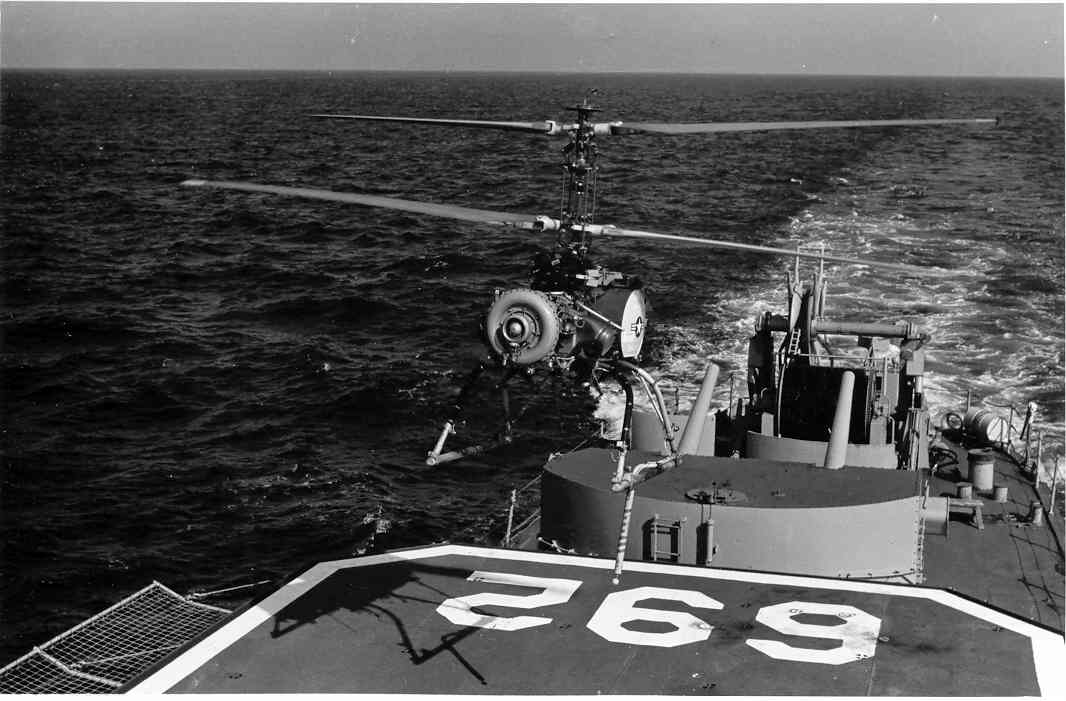
Гироплан QH-50 DASH
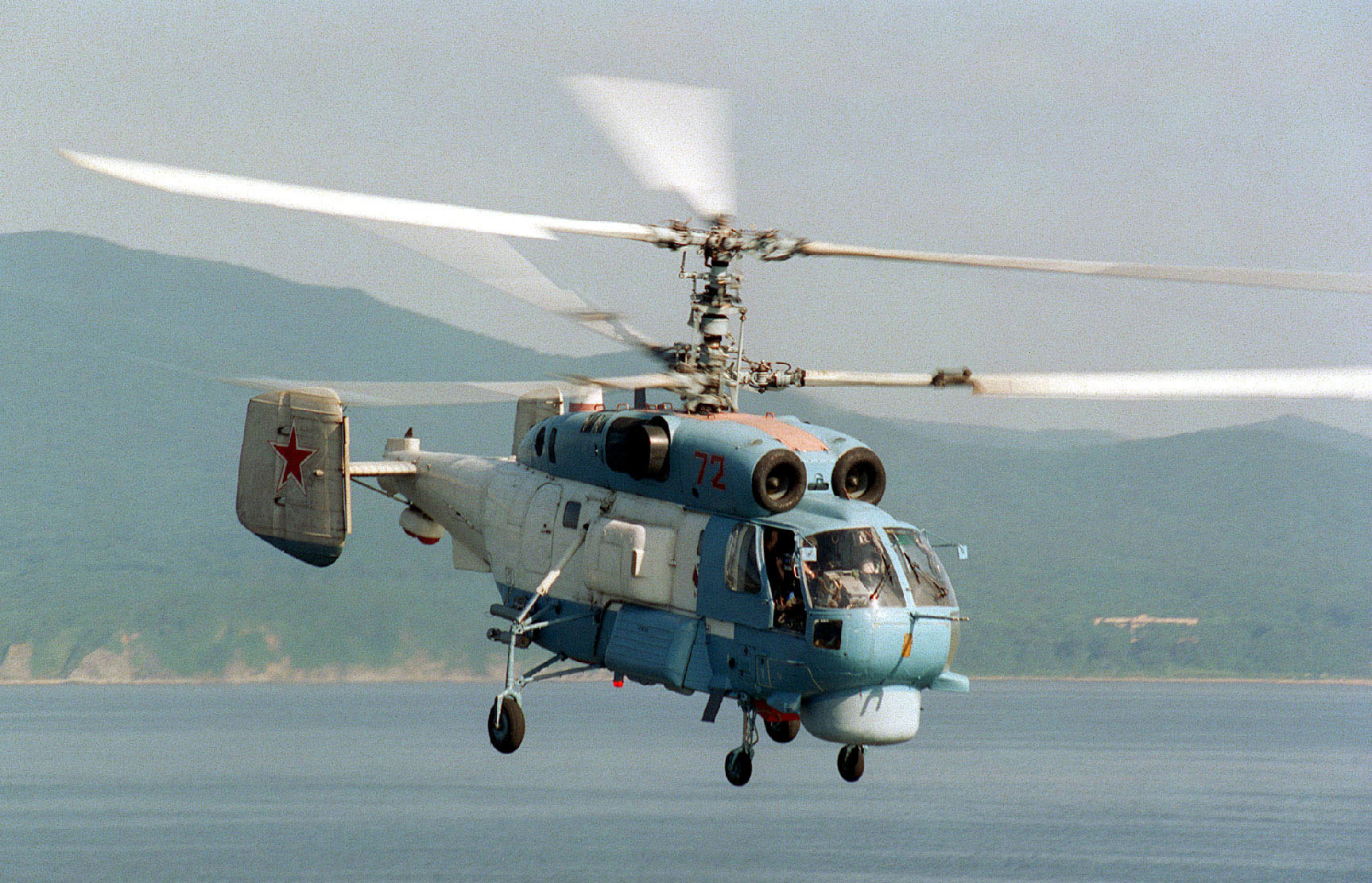
Ка-27
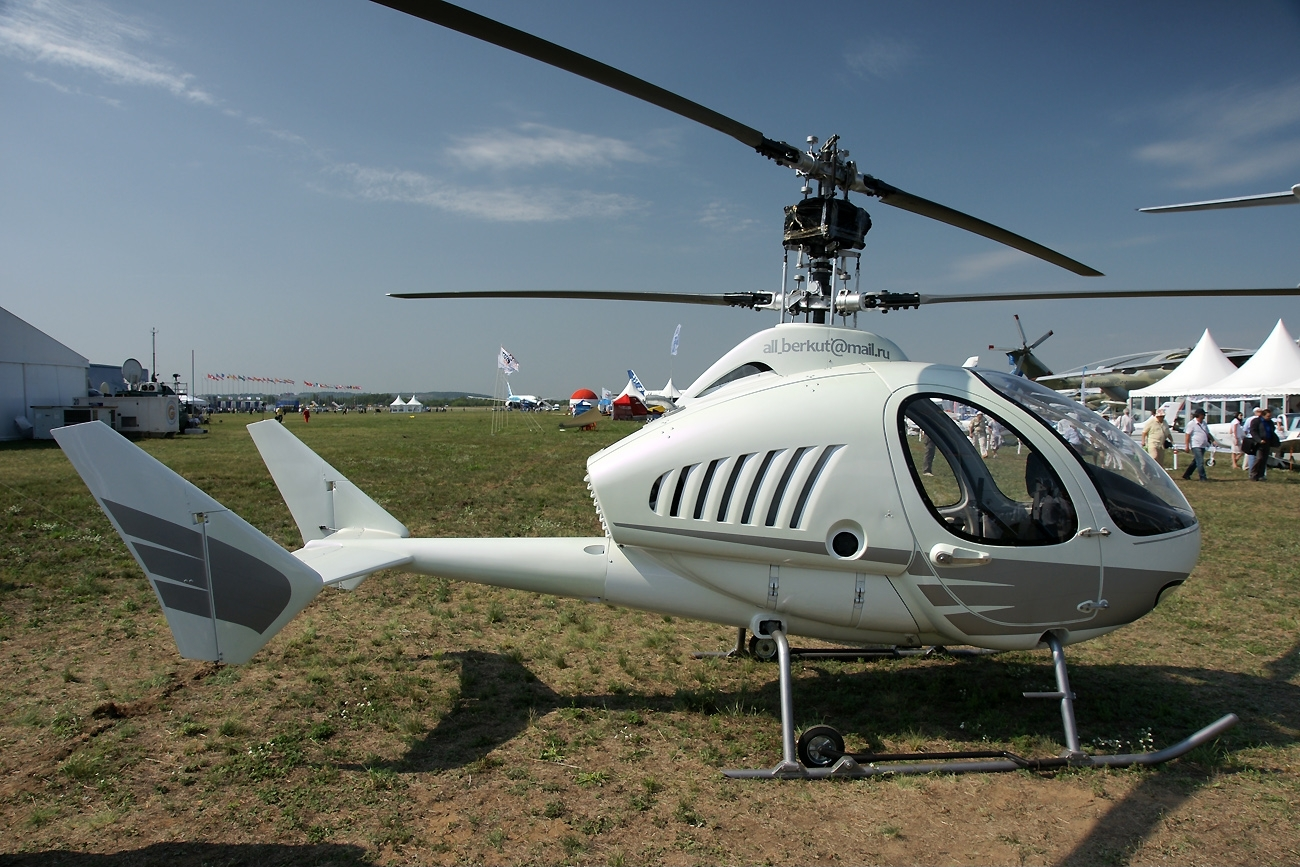
Беркут-ВЛ

## В самолётостроении
- Ту-95 — советский и российский турбовинтовой стратегический бомбардировщик-ракетоносец. В связи с огромной мощностью силового агрегата, передаваемой на воздушный винт, была принята концепция соосного ВВ противоположного вращения (в противном случае диаметр винта превышал бы 7 метров, что было недопустимо по компоновочным соображениям).
- Ан-22 — советский тяжёлый турбовинтовой транспортный самолёт, самый большой в мире турбовинтовой самолёт.
- Фэйри Гэннет (Fairey Gannet) — британский палубный противолодочный самолёт и самолёт ДРЛО 50-х — 70-х годов.
- Вестланд Виверн (Westland Wyvern) — британский палубный многоцелевой боевой самолёт, применявшийся с 1950 по 1958.
- Douglas A2D-1 Скайшарк (Skyshark) — американский опытный палубный штурмовик, разрабатывавшийся с 1945 по 1950 год. По внешнему виду и строению винтомоторной группы схож с британским Westland Wyvern.
- Arsenal VB 10 — французский опытный двухмоторный истребитель разрабатывавшийся до и некоторое время после Второй Мировой войны. Интересен размещением обоих двигателей в фюзеляже, причём первый — перед кабиной пилота, второй — за ней (на манер P-39 Airacobra)

## Соосная схема вавиамоделизме

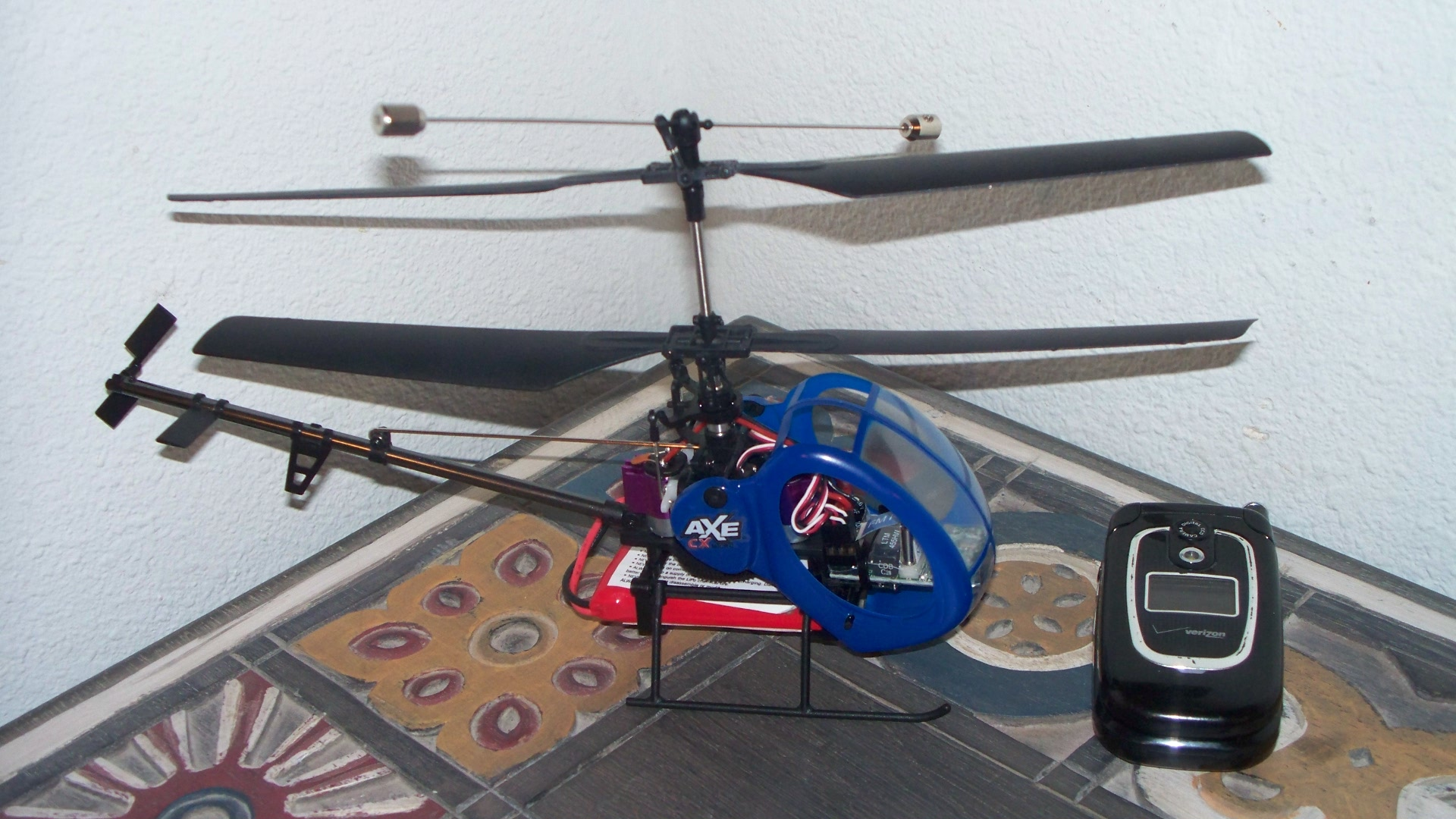
Соосная авиамодель; вертикальный хвостовой винт декоративный

Упрощенная соосная схема широко применяется в самых простых и миниатюрных моделях вертолётов. В такой модели винты независимо управляются по скорости вращения, что обеспечивает стабилизацию модели по вращению и поворот. Полет вперед-назад чаще всего обеспечивается небольшим третьим горизонтальным хвостовым винтом, который регулирует тангаж.
Данный вид моделей обладает гораздо большей устойчивостью по сравнению с классической схемой, что делает модель идеальной для новичков и/или полётов в закрытом помещении. Но у этой схемы есть минусы:
- большинство таких моделей обладают фиксированным шагом, что значительно упрощает модель, но ухудшает управляемость модели по курсу;
- невозможность полётов на улице в ветреную погоду.